# Jean-Luc Sassus
Jean-Luc Sassus (Tarbes, 1962. október 4. – Toulouse,  2015. május 22.) válogatott francia labdarúgó, hátvéd, edző.

## Pályafutása
1976–77-ben a Toulouse AC csapatában kezdte a labdarúgást. 1977-ben a Toulouse FC korosztályos csapatához igazolt és itt mutatkozott be az első csapatban 1979-ben. A Toulouse FC színeiben hét idényen át 107 bajnoki mérkőzésen szerepelt tíz gólt szerzett. 1986 és 1992 között az AS Cannes labdarúgója volt. 1992-ben szerződött a Paris Saint-Germain csapatához, ahol két idényen át szerepelt. Az első idényben francia kupa-győztes (1993), a második idényben bajnok (1993–94) lett az együttessel. 1994 és 1997 között az Olympique Lyonnais játékosa volt. 1997-ben a Saint-Étienne csapatában fejezte be az aktív labdarúgást.
1992-ben egy alkalommal szerepelt a francia válogatottban.
1999–2000-ben az Entente Labège-Escalquens vezetőedzője volt.
2015. május 22-én szívroham következtében hunyt el.

## Sikerei, díjai
Paris Saint-Germain
- Francia bajnokság (Ligue 1)
  - bajnok: 1993–94
- Francia kupa (Coupe de France)
  - győztes: 1993